# 2010 au Togo

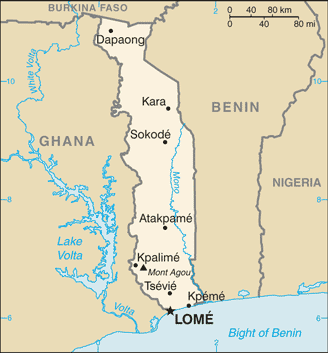
Carte du Togo

2008 au Togo - 2009 au Togo - 2010 au Togo - 2011 au Togo - 2012 au Togo
 2008 par pays en Afrique - 2009 par pays en Afrique - 2010 par pays en Afrique - 2011 par pays en Afrique - 2012 par pays en Afrique

## Chronologie

### Janvier 2010
- Vendredi 8 janvier 2010 : le bus transportant la délégation togolaise à la Coupe d'Afrique des nations (CAN-2010) dans l'enclave angolaise de Cabinda est mitraillé par un groupe de séparatistes, faisant 2 morts togolais.

- Samedi 30 janvier 2010 : la Confédération africaine de football décide de suspendre pour deux Coupes d'Afrique des nations le Togo, qui s'était retiré de la CAN-2010 sur décision gouvernementale à la suite du mitraillage de sa délégation.

### Février 2010
- Jeudi 4 février 2010 : l'État togolais a porté plainte avec constitution de partie civile, à Paris, pour acte de terrorisme contre la Confédération africaine de football, son président Issa Hayatou et contre un groupe rebelle du Cabinda après l'attaque meurtrière contre l'équipe de football du Togo en janvier en Angola. Le Flec (les Forces de Libération de l'État du Cabinda/Position Militaire) avait revendiqué l'attaque contre le bus transportant l'équipe togolaise et ayant tué 2 Togolais. Les chefs de cette plainte sont « actes de terrorisme », « assassinats et complicité d'assassinats », « atteinte involontaire et volontaire à la vie d'autrui » et « exposition d'autrui à des risques de mort et blessure ». Le parquet de Paris a ouvert parallèlement une enquête préliminaire mi-janvier pour « apologies d'actes de terrorisme » après les propos du Français originaire du Cabinda, Rodrigues Mingas, secrétaire général du mouvement rebelle, qui avait déclaré que « les armes allaient continuer à parler » après cette attaque[1].

- Lundi 22 février 2010 : un groupe indépendantiste du Cabinda, le Flec-FAC, affirme que 8 ressortissants de cette enclave angolaise sont détenus en République du Congo depuis leur arrestation après le mitraillage du bus du Togo en route pour la Coupe d'Afrique des nations 2010, il s'agirait « de simples citoyens et non des membres des Flec-FAC ». Au total 15 Cabindais avaient été interpellés durant « la période du 9 au 15 janvier » à Pointe-Noire, la capitale économique du Congo où l'équipe togolaise de football s'était mise au vert, puis une partie d'entre eux a été libérée sans charges[2].

### Mars 2010
- Mardi 2 mars 2010 : quatre grands médias français — Radio France, Radio France internationale, RTL et La Croix — dénoncent, dans un communiqué commun, le refus des autorités d'accorder des visas à leurs envoyés spéciaux qui devaient couvrir l'élection présidentielle togolaise : « Tous avaient effectué il y a plusieurs semaines les démarches d'accréditation auprès du ministère togolais de la communication. Malgré des relances répétées, cette accréditation, requise pour la délivrance du visa, leur a été refusée ».

- Mercredi 3 mars 2010 :

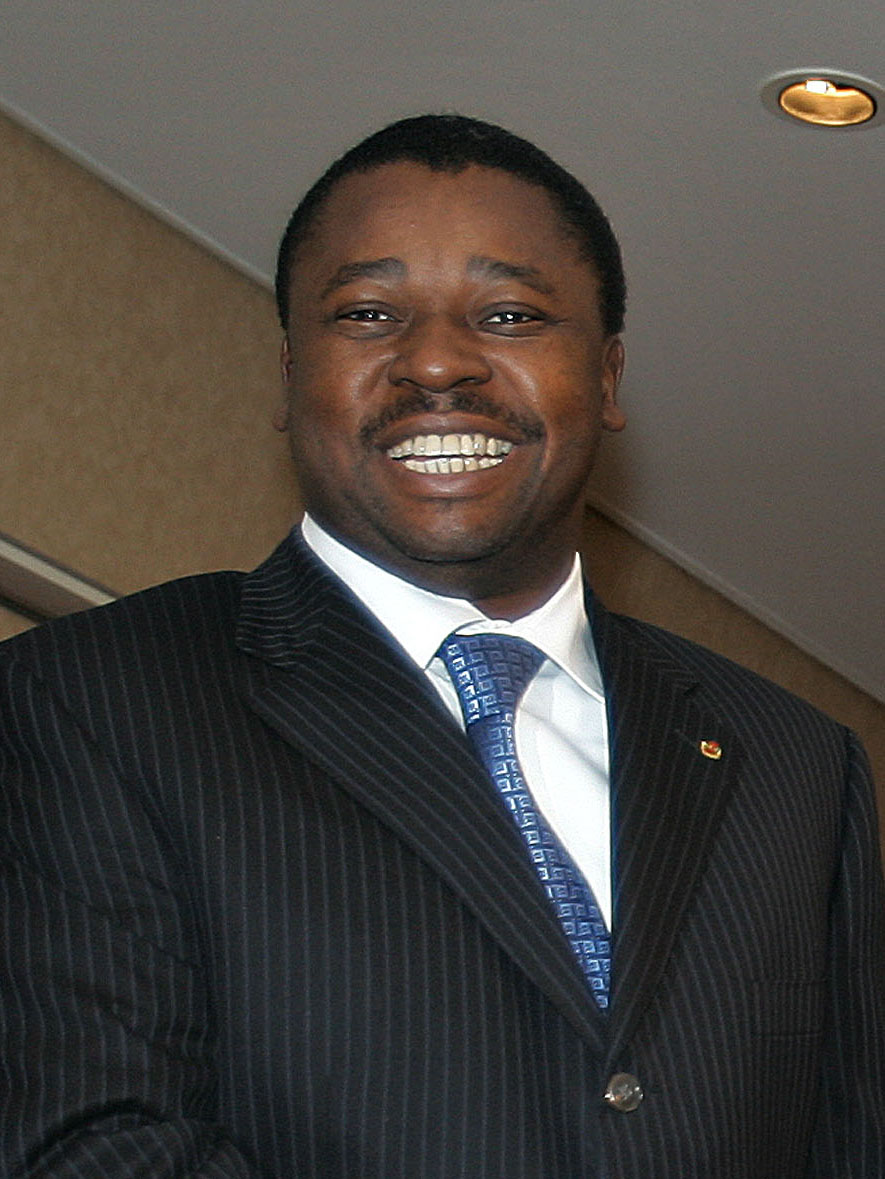
Faure Gnassingbé
(novembre 2006)

  - L'opposition a réuni à Lomé plus de 15 000 personnes sur le thème « 43 ans, ça suffit » autour de Jean-Pierre Fabre, le candidat de l’Union des forces de changement, de Kofi Yamgnane, le candidat écarté par la Cour constitutionnelle et de Gilchrist Olympio, le président du parti. La candidat a présenté l’établissement de « l’État de droit » et le « redressement de l’économie nationale » comme ses priorités, en accusant les régimes du général Gnassingbé Eyadéma (1967-2005) puis de son fils Faure Gnassingbé (2005-2010) d’avoir « mal géré et détourné » les ressources du pays. Il a aussi évoqué la possibilité de fraudes électorales.
  - De son côté, le président sortant Faure Gnassingbé a réuni une foule importante au cours d’un grand meeting dans l’après-midi sur l’esplanade du palais des congrès à Kara (420 km de Lomé). Il a de nouveau appelé les Togolais à ne pas contester les résultats du scrutin à venir, lançant à la télévision un appel solennel au peuple togolais, pour qu’aucune violence ne suive l’annonce des résultats, comme en avril 2005, quand son élection contestée avait été suivie d’un bain de sang (400 à 500 morts selon l’ONU) : « Nous savons tous qu’il n’y aura qu’un seul vainqueur, quoi qu’on fasse […] Nous devons nous préparer à respecter le choix du peuple […] ne pas contester ce qu’il dit par des actes de violences, des revendications stériles et en fait inutiles »[3].

- Jeudi 4 mars 2010 : élection présidentielle.

- Samedi 6 mars 2010 :
  - La mission de la Communauté des États de l'Afrique de l'Ouest (Cédéao), dirigée par Babacar Ndiaye, chargée d'observer l'élection présidentielle au Togo, a jugé qu'elle avait été « libre », mais a relevé des « insuffisances relatives à la fiabilité et à l'authentification du bulletin de vote ». Quelque 320 observateurs internationaux ainsi que 146 militaires de la Cédéao ont surveillé le scrutin de jeudi[4].
  - Le président de la Commission électorale nationale indépendante (Céni), Issifou Taffa Tabiou, annonce la victoire du président sortant Faure Gnassingbé (43 ans) à l'élection présidentielle du 4 mars, avec 60,92 % des suffrages exprimés, contre 33,94 % à son principal opposant, Jean-Pierre Fabre[5].
  - Une manifestation, dans le centre de Lomé, à laquelle participait Jean-Pierre Fabre, principal candidat de l'opposition à la présidentielle togolaise, a été dispersée à coups de grenades lacrymogènes par les forces de l'ordre. Deux proches de Messan Agbéyomé Kodjo, ex-premier ministre et candidat de l'« Organisation pour bâtir dans l'union un Togo solidaire » (OBUTS, opposition) ont été arrêtés avec huit autres personnes, car « ils distribuaient des tracts, des documents qui appellent au soulèvement populaire »[6],[7].

- Dimanche 7 mars 2010 :
  - Deux dirigeants du « Mouvement pour le changement et l'alternance », un mouvement de jeunes proche du principal parti d'opposition, l'Union des forces de changement (UFC) ont été arrêtés « à quatre heures du matin par des hommes armés et emmenés vers une destination inconnue », portant à douze le nombre de personnes interpellées depuis samedi. Le commandant de la Force spéciale élection présidentielle (Fosep), le colonel Yark Damehane, a confirmé les deux arrestations.
  - Selon l'Union des forces de changement, des militants du Rassemblement du peuple togolais (RPT, au pouvoir), « "intimident et pourchassent des militants de l'UFC à Kabou près de Bassar », fief de Kofi Yamgnane, un Franco-Togolais, ex-membre du gouvernement français, qui avait vainement tenté de se présenter à l'élection présidentielle, et qui s'est allié à Jean-Pierre Fabre[8].
  - L'opposition togolaise emmenée par Jean-Pierre Fabre appelle à « la résistance » et annonce une marche mardi à Lomé « pour protester contre les résultats frauduleux du scrutin présidentiel du 4 mars proclamé par la Céni» et remporté par le président sortant Faure Gnassingbé. Le Front républicain pour l'alternance et le changement (FRAC), alliance de trois formations soutenant Jean-Pierre Fabre conteste les résultats et affirme avoir remporté l'élection. Selon la loi électorale togolaise, les résultats du scrutin doivent être transmis à la Cour constitutionnelle dans un délai de huit jours, durant lequel des recours peuvent être introduits[9].

- Mardi 9 mars 2010 : onze personnes ont été interpellées et des ordinateurs saisis dans un bureau du principal parti de l’opposition, l’Union des forces de changement qui conteste la réélection du président sortant Faure Gnassingbé. Selon l'UFC : « Les forces de l’ordre ont attaqué notre centre de traitement informatique pour prendre nos données, puisque nous avions dit que nous allions communiquer dans les 24 ou 48 heures les preuves de fraudes dont nous disposions […] Ils ont saisi les ordinateurs, les fichiers, les procès verbaux et ont arrêté onze techniciens et cadres du parti. Ils veulent ainsi nous empêcher de prouver que la victoire de Faure Gnassingbé est bâtie sur des fraudes avérées ». Des membres de la mission d’observation électorale de l’Union européenne étaient présents au moment des arrestations et de la saisie du matériel[10].

- Jeudi 18 mars 2010 : la Cour constitutionnelle valide les résultats du scrutin, annoncés par la Commission électorale nationale indépendante (Céni) le 6 mars.

- Samedi 20 mars 2010 : manifestation à Lomé de milliers de partisans de l'opposition pour protester contre la réélection du président Faure Gnassingbé le 4 mars dernier. Jean-Pierre Fabre, le candidat de l'UFC rejette la victoire de Faure Gnassingbé et assure avoir remporté l'élection à un tour avec 55 à 60 % des suffrages.

- Mercredi 31 mars 2010 : 30 personnes ont été blessées à Lomé après une veillée, organisée par le Front républicain pour l'alternance et le changement (FRAC, coalition d'opposition) pour « enterrer le régime », qui avait dégénéré en affrontements avec les forces de l'ordre. L'opposition proteste depuis des semaines contre la réélection de Faure Gnassingbé lors de la présidentielle du 4 mars et a organisé plusieurs manifestations.

### Avril 2010
- Mercredi 14 avril 2010 : quelque 70 personnes ont été interpellées par la police à Lomé, au siège de l'Union des forces de changement (UFC, principal parti d'opposition) qui prévoyait d'organiser une veillée pour protester contre le président Faure Gnassingbé[11].

### Mai 2010
- Lundi 3 mai 2010 : le président réélu, Faure Gnassingbé a prêté serment à Lomé devant la Cour constitutionnelle réunie en audience solennelle mais en l'absence de l'opposition qui conteste sa victoire. Parmi les chefs d'État voisins, John Atta-Mills du Ghana, Blaise Compaoré du Burkina Faso, Boni Yayi du Bénin, et Laurent Gbagbo de Côte d'Ivoire.

- Mercredi 26 mai 2010 : Gilchrist Olympio (74 ans), chef de l’Union des forces de changement, principal parti d'opposition, annonce avoir signé « un accord politique pour une participation à un gouvernement de redressement national, dans un esprit de partage du pouvoir avec le Rassemblement du peuple togolais ».

- Vendredi 28 mai 2010 : le principal parti d'opposition, l’Union des forces de changement (UFC), fait son entrée au gouvernement et Elliott Ohin sera chargé du ministère des Affaires étrangères. Le parti de Gilchrist Olympio était arrivé en seconde position au scrutin du 4 mars, qui avait vu la réélection contestée du président Faure Gnassingbé.

### Août 2010
- Dimanche 8 août 2010 : mort à Lomé du footballeur international Tchangaï Massamaesso (32 ans) des suites d’un malaise cardiaque.

- Mercredi 11 août 2010 : le site Rue89 publie une vidéo montrant un militaire français menaçant un journaliste togolais, Didier Ledoux, pour qu’il supprime les photos qu’il a prises de lui « en marge d’une confrontation entre manifestants et gendarmes togolais »[12].

- Vendredi 13 août 2010 : l'affaire de la confrontation entre le militaire français et le journaliste togolais s'envenime[13],[14].

- Jeudi 19 août 2010 : le ministère de la Défense et des Anciens combattants dénonce les « manipulations » faites autour d'un incident opposant le 10 août un officier français à un photographe togolais, estimant que la diffusion de la vidéo où l'on voit le militaire menacer le journaliste avait des conséquences « graves » pour l'officier et pour le Togo. Selon le ministère, des manifestants avaient attaqué la voiture de l'officier en poste à Lomé, un incident photographié par Didier Ledoux, journaliste au quotidien privé Liberté. Le lieutenant-colonel l'avait alors vivement apostrophé, lui demandant d'effacer le cliché. Journalistes et défenseurs des droits de l'Homme avaient condamné le comportement de l'officier, tout comme les ministères français des Affaires étrangères et de la Défense. Il a été rappelé par Paris et s'est vu infliger une sanction disciplinaire de dix jours d'arrêt[15].

- Vendredi 27 août 2010 : Reporters sans frontières dénonce une nouvelle agression contre le journaliste, Didier Ledoux, par des gendarmes togolais devant le palais de justice de Lomé[16]

### Décembre 2010
- Mercredi 29 décembre 2010 : la justice angolaise a condamné à 24 ans de prison un homme soupçonné d'avoir participé à l'attaque meurtrière contre l'équipe de football du Togo à son arrivée dans l'enclave séparatiste du Cabinda avant la Coupe d'Afrique des Nations 2010.